# Domy pro státní zaměstnance v Hlučíně
Domy pro státní zaměstnance byly postaveny na ulici Dr. Edvarda Beneše čp. 587/24, Tyršova 588/1 a Tyršova čp. 589/3 v Hlučíně. Ze souboru těchto tří domů byl v roce 2008 dům na ulici Dr. Edvarda Beneše čp. 587/24 Ministerstvem kultury České republiky prohlášen za kulturní památku České republiky.

## Historie
Po první světové válce bylo Hlučínsko připojeno k nově vzniklému Československu a město Hlučín se stalo okresním městem. K zabezpečení výuky na českých školách byli povoláni čeští učitelé, především z Moravy. Provizorním řešením bylo ubytování v ústavu a nemocnici děkana Richtera nebo v bývalém Královském pruském celním úřadě. Záhy město muselo nedostatek vhodného ubytování řešit bytovou výstavbou. Na podnět komisaře republiky Československé pro Ratibořsko zmocnilo ministerstvo sociální péče v Praze Slezskou zemskou vládu k zahájení jednání k získání stavebního pozemku a zhotovení projektu stavby. Ministerstvo veřejných prací odsouhlasilo plánovanou dokumentaci, která byla předložena k 5. říjnu 1922. Plány vytvořil vrchní stavební rada zemského úřadu v Opavě Hans Kalitta (1876–1930) v duchu Heimatstilu. Nejprve byly postaveny propojené dvoupodlažní domy označené písmeny A a B a po jejich dostavbě byl postaven dvoupodlažní dům C.

## Popis
Stavební parcela byla situována v blízkosti železnice u ulice Dr. Edvarda Beneše (dříve Nádražní) a k ní kolmé Tyršově ulici. Domy byly postaveny rovnoběžně s Nádražní ulicí, jejíž hranici vymezovala kamenná zídka místy přerušovaná balustrádou s pravidelně se opakujícími koulemi. Domy A a B byly postaveny na půdorysu L spojené polovinou své boční fasády. K Nádražní ulici byla orientovaná vstupní fasáda se středovým rizalitem domu A a boční fasáda se vstupní polygonální schodišťovou věží a ustouplou části fasády domu B. Dvoupodlažní zděné domy byly volně stojící podsklepené stavby s půdními bytovými jednotkami s valbovými střechami s lomením a na průčelní a zadní straně objektu se štítovými mansardami. Ze střech krytými bonnským šindelem vystupovalo sedm komínů, světlíky a pět obdélných vikýřů. Fasády byly členěny profilovanou korunní a kordonovými římsami mezi podlažími a provedeny v hrubé omítce s dekorativními prvky v kontrastní hladké omítce nebo štuku. Okna většinou obdélná, v přízemí v krajních osách a bočních fasádách s půlkruhovým dekorativním nadsvětlíkem. V průčelí byla okna sdružená.

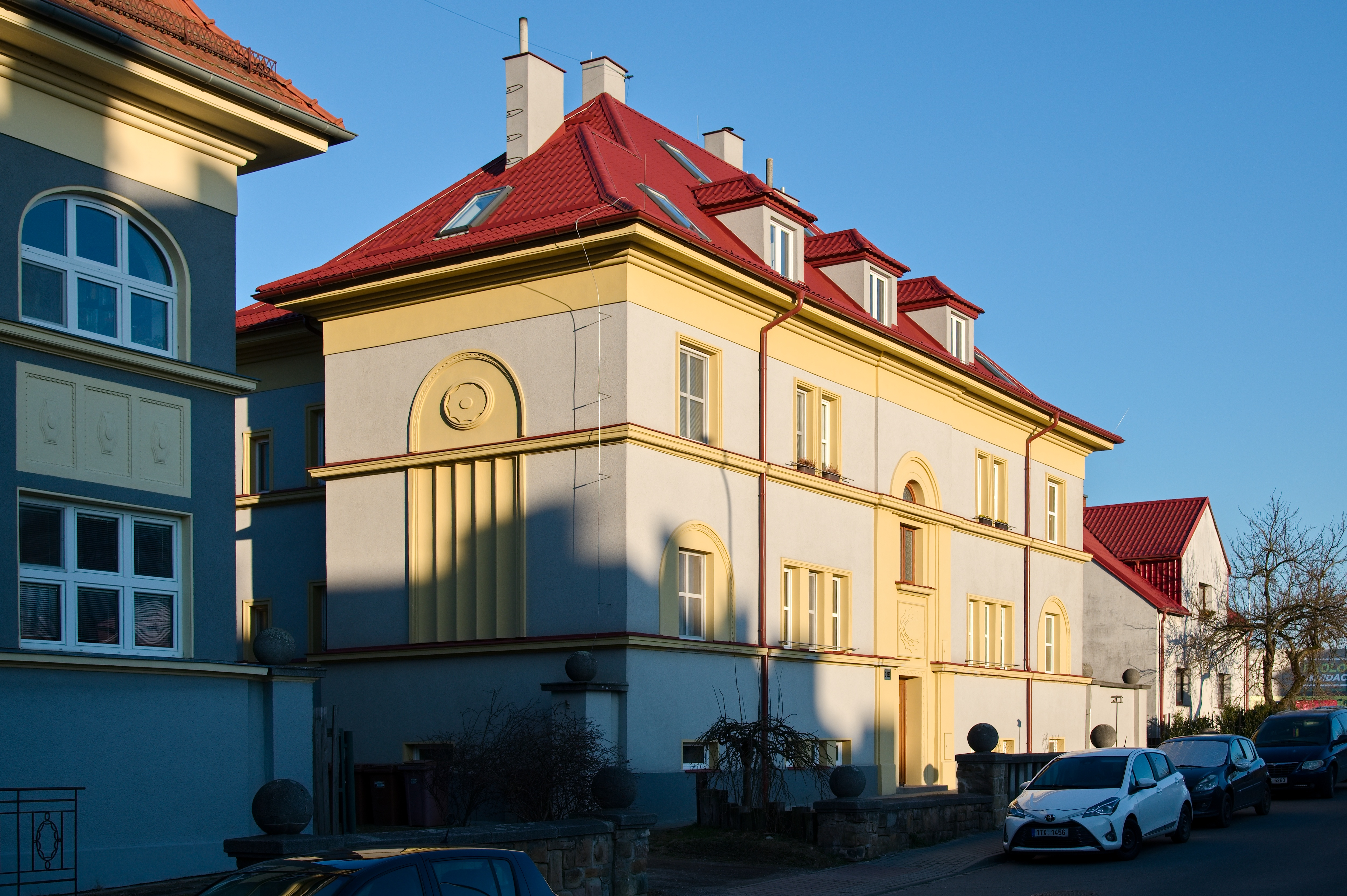
Dům čp. 589 na Tyršově ulici

Dům C byl postaven v blízkosti domu B tak, že mezi nimi byl průchod s branou do dvora. Členění fasády bylo obdobné jako u vedlejších domů. Pouze dům A na ulici Dr. Edvarda Beneše čp. 587/24 je kulturní památkou.